# Alejandro Goicoechea
Pour les articles homonymes, voir Goikoetxea.
Alejandro Goicoechea Omar, né le 23 mars 1895 à Elorrio (Biscaye) et mort le 30 janvier 1984 à Madrid, est un ingénieur et inventeur espagnol.
Il doit sa célébrité à l'invention du train articulé Talgo qui circule en Espagne mais aussi dans d'autres pays du monde (Allemagne, Kazakhstan, États-Unis). Il commence la Guerre d'Espagne aux côtés des républicains mais son passage dans le camp nationaliste en 1937 contribue peut-être à l'occupation du Pays basque espagnol par l'armée franquiste après la bataille de Bilbao.

## Biographie

### Jeunesse: ingénieur des chemins de fer
Alejandro Goicoechea Omar naît à Elorrio le 23 mars 1895 où son père est pharmacien. Après des études chez les Jésuites à Ordugne, il intègre l'école d'ingénieurs du génie militaire de Guadalajara dont il sort major de sa promotion avec le grade de lieutenant.
En 1918 il est affecté au régiment de chemin de fer de Madrid et devient capitaine. Deux ans plus tard, en congé de l'armée, il entre comme ingénieur en chef de la division matériel et traction au Chemin de fer de La Robla. Là, il commence à travailler sur un concept de train léger articulé : l'allègement des structures des voitures est pour lui une priorité et c'est ainsi que dès 1926 il réalise un wagon dont l'assemblage, sans vis ni rivets; fait exclusivement appel à la soudure. Son projet est pourtant refusé en 1936.

### Guerre civile: d'un camp à l'autre

Plan de la ceinture de fer.

Après le soulèvement nationaliste de 1936, un gouvernement basque autonome, fidèle à la République espagnole, est créé à Guernica avec José Antonio Aguirre comme président. Goicoechea intègre son armée avec le grade de commandant, chargé de construire une ligne de fortifications (« ceinture de fer ») autour de Bilbao.
Pourtant, en mars 1937, Goicoechea arrive dans le lignes nationalistes et indique les points faibles de la ceinture de fer dont il remet les plans ; les nationalistes connaissaient déjà, grâce à des reconnaissances aériennes, la plus plus grande partie des structures de cet ouvrage défensif. Le 19 juin, la bataille de Bilbao se termine par la défaite des républicains et aboutit à l'occupation de tout le Pays basque espagnol par l'armée nationaliste.
Les motivations de Goicoechea, qui devient lieutenant-colonel dans l'armée franquiste, divisent toujours les historiens. Ses opinions politiques profondes sont mal connues même si des sympathies monarchistes lui sont prêtées au début des années 1930 et que, dans les années 1940, il se lie avec José Luis Oriol, franquiste résolu. Sa « trahison », dont la portée militaire réelle reste à préciser, ne semble pas avoir aidé au développement de ses projets industriels auprès des dirigeants espagnols.

### Après la Guerre: réussite du Talgo
À la fin de la guerre, Goicoechea reprend son idée de train articulé léger ; la Compañía de los ferrocarriles de Madrid a Zaragoza y Alicante, à qui il le présente, le refuse. Il tente alors de fabriquer un prototype, que la Compañia nacional de los ferrocarriles del Oeste de España accepte de le laisser tester sur ses voies.  La tradition veut que Goicoechea en ait eu l'idée en observant les voitures d'un manège dans un parc d'attractions.
Il faut toutefois longtemps avant que la Renfe ne s'intéresse au projet ; les essais et le développement du projet (Talgo I) sont d'ailleurs toujours financés par la société Talgo (Tren ALejandro GOicoechea) puis (Tren Articulado Ligero Goicoechea Oriol) grâce au soutien financier de l'homme d'affaires José Luis Oriol y Urigüen obtenu en 1942. Goicoechea quitte l'entreprise peu de temps après. Le 3 février 1944, la motrice du prototype Talgo I est détruite dans un incendie dont les causes sont mal connues (accident ou acte de résistance). En 1945, la société Talgo Patentes passe un accord avec l'American Car and Foundry pour la construction de quatre rames et quatre locomotives : le Talgo II entre dans la phase commerciale en 1949,. À la fin du XXe siècle, la technologie Talgo est exportée : Allemagne, Kazakhstan, États-Unis.
Goicoechea cherche également à développer, avec moins de succès que le Talgo, d'autres innovations dans le domaine des transports, comme le « tren vertebrado » (train articulé) expérimenté à Las Palmas de Grande Canarie et dont le système de roulement, breveté en 1936, s'apparente à celui du métro sur pneumatiques. Jusque peu avant sa mort, il s'intéresse à un projet de liaison entre l'Espagne et le Maroc par le détroit de Gibraltar : un tunnel combiné à une plateforme à ciel ouvert, large de 150 m, accueillerait automobiles, autocars et trains,.

Les inventions de Goicoechea.
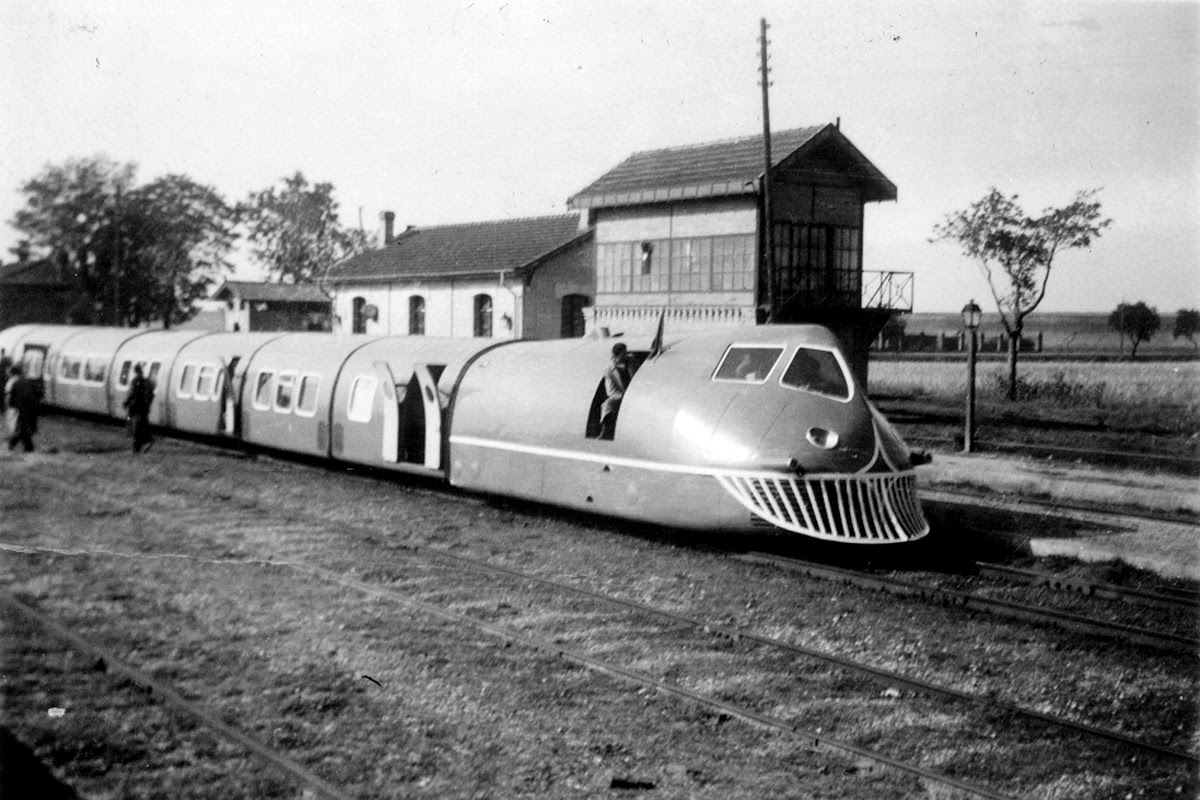
Le Talgo I (1942).
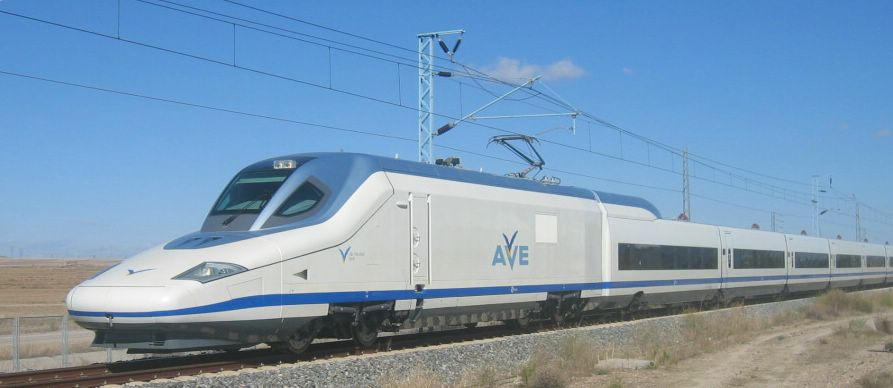
Le Talgo 350 (2003).
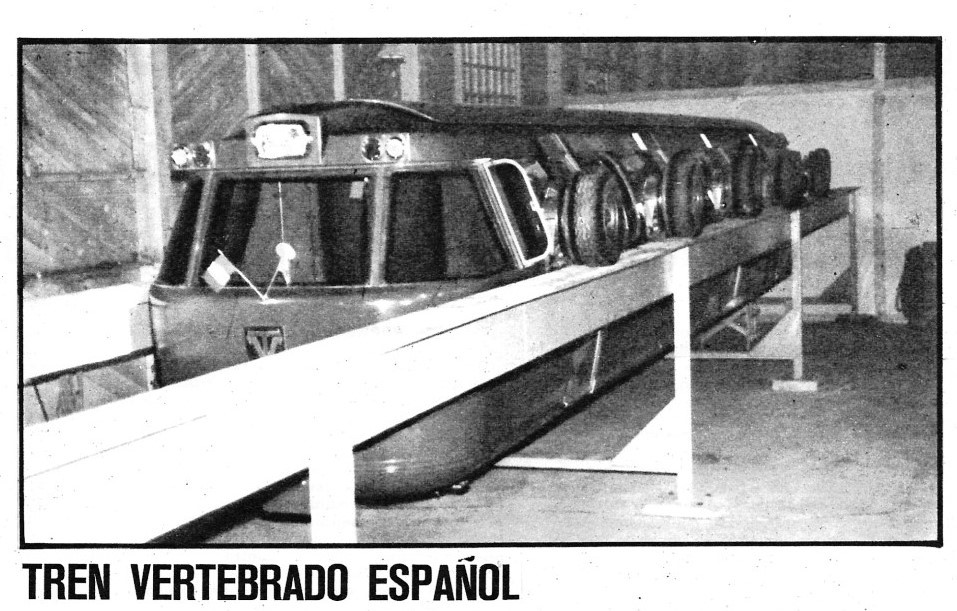
Le tren vertebrado de Las Palmas (1971).

Alejandro Goicoechea meurt à Madrid le 30 janvier 1984 des suites d'une pneumopathie.

## Publications
- (es) Alejandro Goicoechea, El tren español: nueva orientación ferroviaria, Tétouan, s.n., 1950, 102 p.

## Distinctions et hommages
Goicoechea reçoit en 1969 le prix García-Cabrerizo (Medalla de Honor al Fomento de la Invención) pour ses travaux innovants sur la technologie ferroviaire.
En 1995, à l'occasion du centenaire de la naissance de son inventeur, la poste espagnole émet deux timbres (30 et 60 pesetas) figurant l'histoire du Talgo.
Plusieurs rues à Alcalá de Henares, Álora, Alovera, Coslada, Gijón, La Rinconada ou encore Sant Just Desvern, portent le nom d'Alejandro Goicoechea.